# Lista de comprobación

Ejemplo de lista de comprobación

Una lista de comprobación o lista de chequeo (checklist, en inglés) es una herramienta de ayuda en el trabajo diseñada para reducir los errores provocados por los potenciales límites de la memoria y la atención en el ser humano. Ayuda a asegurar la consistencia y exhaustividad en la realización de una tarea. Un ejemplo sencillo de una lista de comprobación sería una lista de tareas pendientes. Un ejemplo más complejo sería una planificación, donde se detallan las tareas que hay que realizar dependiendo del horario, el día, u otros factores.

## Aplicaciones
- Dentro de la seguridad aérea, se utilizan listas de comprobación previas al despegue de las aeronaves para asegurar que ninguna tarea crítica se ha olvidado.
- En medicina, se recomienda su uso para comprobar que se siguen las pautas establecidas en la práctica clínica. Un ejemplo sería la Surgical Safety Checklist desarrollada para la Organización Mundial de la Salud por el doctor Atul Gawande.[2] La evidencia que soporta la efectividad de las listas de comprobación en la cirugía es provisional, pero limitada.[3]
- En ingeniería de programas informáticos se utilizan para asegurar la calidad, cumplimiento de procedimientos, estandarización de código de programación, prevención de errores y otros.
- Otros usos dentro de programas informáticos, es el de plataformas transaccionales dínamicas, como el concepto desarrollado por Agustín Vadillo.
- Se emplean con frecuencia en procesos industriales.
- Su uso en litigios permite reducir la complejidad de los recursos o la evaluación y examen de las pruebas en un proceso judicial.
- Son utilizadas por algunos analistas financieros como un elemento crítico en la toma de decisiones sobre inversiones.
- Su empleo puede reducir las demandas por negligencia, al justificar que su uso evidencia que existía un sistema de gestión del riesgo.

## Formato
Una lista de comprobación suele tener un párrafo de texto para cada tarea, con un cuadrado vacío en la parte izquierda. Una vez que la tarea ha sido completada, el cuadrado se rellena con una pequeña  marca de verificación.
Pero el formato depende del sector de actividad en el que se esté utilizando. En aviación, por ejemplo, la lista consiste en un sistema y una acción divididos por una línea de puntos. En este ámbito no se utilizan las marcas de verificación porque las listas se suelen leer en alto y están pensadas para reutilizarse.

## Limitaciones
La excesiva dependencia de las listas de comprobación puede comprometer el rendimiento en situaciones donde el tiempo es un factor crítico, por ejemplo, en una urgencia médica o en una emergencia aérea. En cualquier caso, no deberían ser un sustituto del sentido común. La formación intensiva, incluyendo la memorización de las listas de comprobación, puede integrar su uso con otras técnicas de  resolución de problemas más adaptativas y flexibles.